# Barbara Micarelli
Barbara Micarelli, in religione suor Maria Giuseppa di Gesù Bambino (Sulmona, 3 dicembre 1845 – Assisi, 19 aprile 1909), è stata una religiosa italiana, fondatrice della congregazione delle Suore Francescane Missionarie di Gesù Bambino.

## Biografia

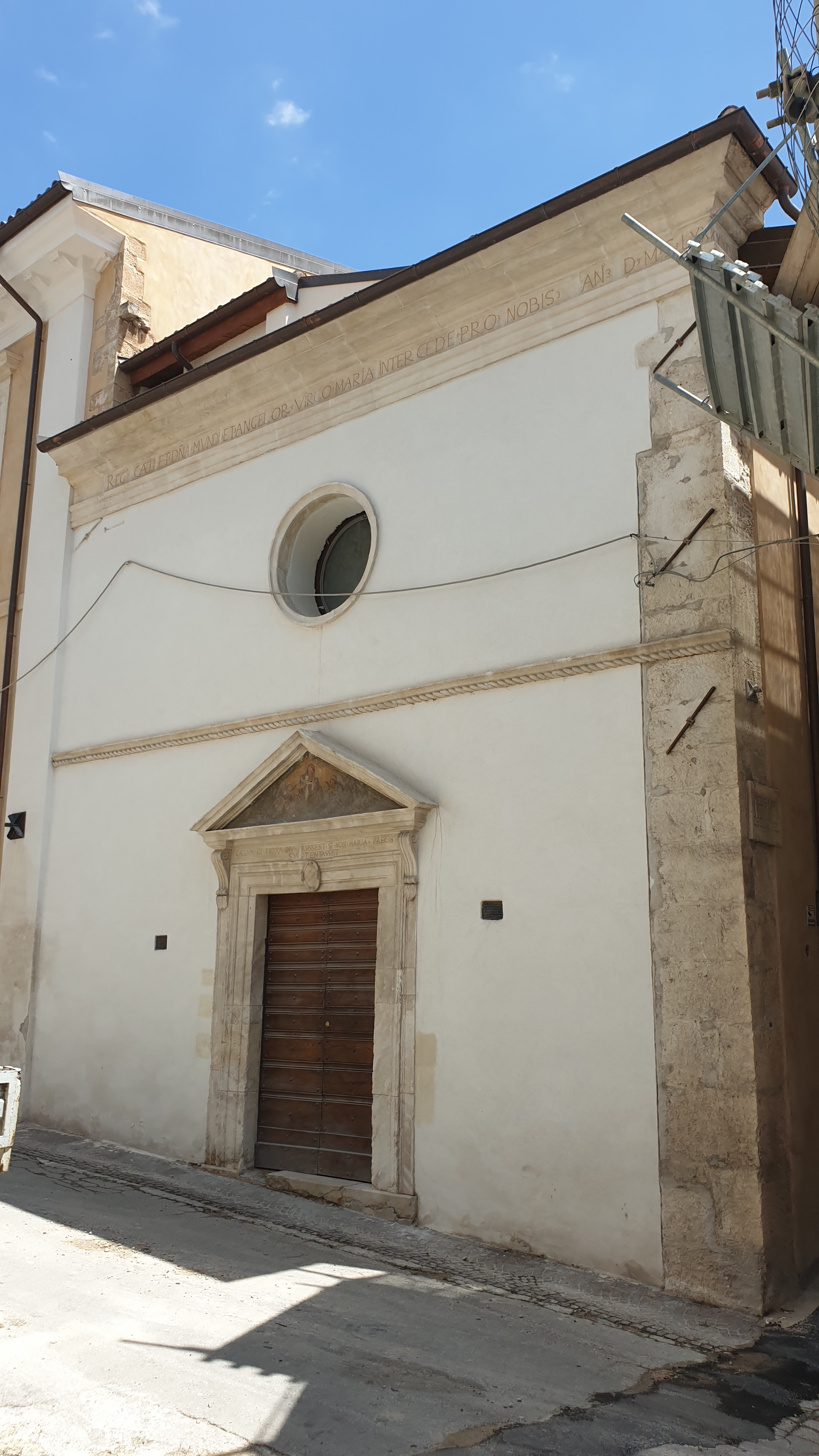
Chiesa di Santa Maria degli Angeli dei Riformati, all'Aquila, via Fortebraccio, sede del monastero delle Suore di Gesù Bambino

Nasce a Sulmona (AQ), venendo battezzata nella cattedrale di San Panfilo. Con la sua famiglia, si trasferisce all'Aquila intorno al 1858.
A vent'anni circa la giovane si ammala gravemente e rischia di morire, ma contro le aspettative dei medici guarisce, attribuendo la guarigione a san Giuseppe e maturando la propria vocazione religiosa, decidendo con la sorella Carmela e con la compagna Caterina Vicentini di fondare una congregazione per occuparsi dell'educazione e l'istruzione dei poveri e degli orfani, lavorando nella Chiesa cattolica.
Le terziarie, dopo essersi stabilite in un locale in via del Carmine, nel 1878 — grazie alla dote della Vicentini — acquistano il Palazzo Alfieri in via Fortebraccio e vi fondano l'Istituto delle povere terziarie francescane di Gesù Bambino (attualmente Suore Francescane Missionarie di Gesù Bambino). Il 25 dicembre del 1879 la Micarelli riceve l'abito francescano dalle mani di padre Bernardino da Portogruaro e assume il nome di suor Maria Giuseppa di Gesù Bambino.
Segue l'ideale di san Francesco d'Assisi per vivere secondo il Vangelo e attuare la carità. I tratti caratteristici della sua personalità e la peculiarità del suo messaggio di religiosa e di maestra è racchiuso in due parole: la casa, la strada, che, insieme, costituiscono il tema di fondo, la linea orientativa di una pedagogia concretamente testimoniata, fino alla morte, per educare all'amore di Dio e del prossimo («amare Gesù nel prossimo e il prossimo in Gesù»), secondo un progetto originale di missionarietà francescana. Il vivere la realtà della "casa" e della "strada" come servizio, conferisce un'impronta speciale al carisma di Barbara Micarelli e delinea una pedagogia di rilevante interesse.
Negli ultimi anni della sua vita è costretta a lasciare il governo del suo istituto e ad allontanarsi dalla congregazione. Già malata, si spostò quindi ad Assisi (PG) tra le francescane del Giglio, dove morì il 19 aprile 1909.

## Riconoscimenti
Per interessamento di madre Matilde del Rosario il suo corpo viene traslato nel 1926 dal cimitero di Assisi nella cappella dell'attuale casa madre dell'istituto religioso, a Santa Maria degli Angeli.
Avviato il processo per la beatificazione, la Chiesa cattolica la riconosce come serva di Dio.
Il 19 marzo 2011 la città di Assisi le ha conferito la cittadinanza onoraria con la seguente motivazione:
(Città di Assisi, Conferimento cittadinanza onoraria)
All'Aquila si svolge inoltre la manifestazione annuale "Con Barbara braccia aperte al bene", incentrata nella consegna del simbolo ispirato all'opera assistenziale e pedagogica della Micarelli, come riconoscimento per un'istituzione cittadina particolarmente impegnata in opere di volontariato sociale; viene inoltre assegnato il premio Barbara Micarelli.
In occasione del centenario della morte si sono tenute manifestazioni, che si sono concluse all'Aquila il 18 aprile 2010.